# Caraúbas do Piauí
Pour les articles homonymes, voir Caraúbas.
Caraúbas do Piauí est une municipalité brésilienne située dans l'État du Piauí.